# Gourgé
Gourgé település Franciaországban, Deux-Sèvres megyében. Lakosainak száma 892 fő (2022. január 1.). Gourgé Saint-Loup-Lamairé, Aubigny, Lageon, Lhoumois, Louin, La Peyratte és Viennay községekkel határos.

## Népesség
A település népességének változása:
| Lakosok száma | 950  | 960  | 990  | 967  | 965  | 960  | 937  | 915  | 892  |
|               | 2013 | 2015 | 2016 | 2017 | 2018 | 2019 | 2020 | 2021 | 2022 |